# Ousmane Barro
Ousmane Barro (Dakar, 7 dicembre 1984) è un cestista senegalese.

## Palmarès
- Campionato rumeno: 1

U Cluj: 2016-2017
- Coppa di Romania: 4

U Cluj: 2017, 2018
CSO Voluntari: 2021, 2022